# 발빌역
발빌역(독일어: Bahnhof Ballwil)은 스위스 루체른주 발빌 지자체에 있는 기차역이다. 이 역은 스위스 연방 철도의 표준궤 제탈선의 중간 정류장이다.

## 운행편
다음 서비스가 발빌에서 정차한다.
- 루체른 S-반: S9 / S99: 루체른과 렌츠부르크 간 30분 운행, 러시아워에 루체른과 호흐도르프 간 추가 운행.